# Motukahaua Island
Motukahaua Island (englisch), auch Happy Jack Island genannt, ist eine Insel der Inselgruppe der Motukawao Group im Norden der Nordinsel von Neuseeland.

## Geographie
Motukahaua Island befindet sich an der Westküste der Coromandel Peninsula, rund 15,5 km nordwestlich von Coromandel und rund 6,5 km südwestlich der Colville Bay. Die Insel, die aus einem nördlichen Hauptteil und zwei unterschiedlich großen, nach Südsüdwesten abgehenden Armen besteht, besitzt eine Größe von rund 19,8 Hektar. Sie hat eine Länge von rund 800 m in Südwest-Nordost-Richtung und eine maximale Breite von rund 360 m in Westnordwest-Ostsüdost-Richtung. Zwei gleich hohe Erhebungen befindet sich mit je 72 m im Norden der Insel und auf ihrem westlichen Arm. Die beiden Arme umschließen die nach Südsüdwesten ausgerichtete Bucht Elephant Cove.
Nordwestlich von Motukahaua Island befindet sich im Abstand von rund 325 m die Nachbarinsel Motumakareta Island und in ostsüdöstlicher Richtung Motuwhakakewa Island, die nach rund 285 m zu erreichen ist.

## Elephant Cove
Die rund 440 m lange und bis zu 215 m breite Bucht wird Seglern beim Ankern als Schutz vor nördlichen bis östlichen Winden empfohlen, bei südwestlichen Winden hingegen nicht. Die Bucht besitzt im mittleren Bereiche eine Tiefe von rund 3 m und rund 2 m im nördlichen Bereich. An dem östlichen Ufer ist ein rund 110 m langer Sandstrand zu finden.